# Emiliano Méndez
Club Atlético Nueva Chicago
Emiliano Jorge Rubén Méndez (La Plata, 15 de febrero de 1989) es un futbolista argentino. Juega de mediocampista.

## Trayectoria
Se inició en el Club Alumni de Los Hornos, donde compartió equipo con Lucas Castro , Fernando Monetti , Federico Ruiz y Lucas Mancinelli.
Emiliano Méndez llegó a Gimnasia y Esgrima La Plata en el año 2000 y a partir de ese momento realizó todas las divisiones inferiores en dicho club. Con la Séptima División de Gimnasia obtuvo el Título Panamericano disputado en Mar del Plata.
Debutó en la Primera División del fútbol argentino el 15 de mayo de 2010 en el partido que Gimnasia empató 3 a 3 frente a Atlético Tucumán. Con la llegada de Pedro Troglio perdió lugar en Gimnasia a tal punto de ser relegado del primer equipo. 
Una vez finalizado su contrato en junio del 2013 firmó con el club Villa San Carlos, luego de seis meses es transferido al Club Sportivo Estudiantes de la Provincia de San Luis para disputar el Argentino A. Después de un gran desempeño ascendió a la B Nacional del fútbol argentino y jugó dos campeonatos en muy buen nivel que lo llevó a que lo adquiera el Club Atlético Huila de la primera división de Colombia.
Concluido el año de contrato en el Atlético Huila firmó su vínculo con el Club Deportivo Morón de la B Nacional llegando hasta la semifinal de la Copa Argentina, algo inédito para la institución del oeste del gran Buenos Aires.
El 17 de agosto de 2023, se convirtió en refuerzo de Racing de Montevideo, de la Primera División de Uruguay, donde firmó por 18 meses.

## Estadísticas
- Actualizado hasta el 3 de enero de 2021.

| Gimnasia y Esgrima (LP) Argentina | 1.ª                 | 2009-10             | 1   | 0 | -  | - | - | -  | 1   | 0    | 0,00 |
| Gimnasia y Esgrima (LP) Argentina | 1.ª                 | 2010-11             | 5   | 0 | -  | - | - | -  | 5   | 0    | 0,00 |
| Gimnasia y Esgrima (LP) Argentina | 1.ª                 | 2011-12             | 9   | 0 | 1  | 0 | - | -  | 10  | 0    | 0,00 |
| Gimnasia y Esgrima (LP) Argentina | 2.ª                 | 2012-13             | 0   | 0 | 0  | 0 | - | -  | 0   | 0    | 0,00 |
| Total club | Total club          | 15                  | 0   | 1 | 0  | - | - | 16 | 0   | 0,00 |      |
| Villa San Carlos Argentina | 2.ª                 | 2013-14             | 12  | 0 | 0  | 0 | - | -  | 12  | 0    | 0,00 |
| Villa San Carlos Argentina | Total club          | Total club          | 12  | 0 | 0  | 0 | - | -  | 12  | 0    | 0,00 |
| Estudiantes (SL) Argentina | 3.ª                 | 2013-14             | 15  | 1 | -  | - | - | -  | 15  | 1    | 0,06 |
| Estudiantes (SL) Argentina | 3.ª                 | 2014                | 13  | 1 | -  | - | - | -  | 13  | 1    | 0,07 |
| Estudiantes (SL) Argentina | 2.ª                 | 2015                | 29  | 1 | 1  | 0 | - | -  | 30  | 1    | 0,03 |
| Estudiantes (SL) Argentina | 2.ª                 | 2016                | 15  | 1 | 1  | 0 | - | -  | 16  | 1    | 0,06 |
| Total club | Total club          | 72                  | 4   | 2 | 0  | - | - | 74 | 0   | 0,05 |      |
| Atlético Huila · Colombia | 1.ª                 | F-2016              | 16  | 0 | 0  | 0 | - | -  | 16  | 0    | 0,00 |
| Atlético Huila · Colombia | 1.ª                 | A-2017              | 12  | 0 | 3  | 0 | - | -  | 15  | 0    | 0,00 |
| Atlético Huila · Colombia | Total club          | Total club          | 28  | 0 | 3  | 0 | - | -  | 31  | 0    | 0,05 |
| Deportivo Morón Argentina | 2.ª                 | 2017-18             | 16  | 0 | 2  | 0 | - | -  | 18  | 0    | 0,00 |
| Deportivo Morón Argentina | Total club          | Total club          | 16  | 0 | 2  | 0 | - | -  | 18  | 0    | 0,00 |
| Arsenal Argentina | 2.ª                 | 2018-19             | 21  | 1 | 1  | 0 | - | -  | 22  | 1    | 0,04 |
| Arsenal Argentina | 1.ª                 | 2019-20             | 12  | 2 | 2  | 0 | - | -  | 14  | 2    | 0,14 |
| Arsenal Argentina | 1.ª                 | 2020                | -   | - | 9  | 0 | - | -  | 9   | 0    | 0,00 |
| Total en su carrera | Total en su carrera | Total en su carrera | 189 | 7 | 20 | 0 | - | -  | 210 | 7    | 0,03 |
| (1) Las copas nacionales se refiere a la Copa Argentina, a la Copa de la Liga Profesional y a la Copa Colombia. (2) Las copas internacionales se refiere a la Copa Libertadores y a la Copa Sudamericana. (3) Media de goles por encuentro. No incluye goles en partidos amistosos. |                     |                     |     |   |    |   |   |    |     |      |      |

### Campeonatos nacionales
| Título             | Club    | País      | Año  |
| ------------------ | ------- | --------- | ---- |
| Primera B Nacional | Arsenal | Argentina | 2019 |